# Климашин, Константин Алексеевич
Константин Алексеевич Климашин (род. 14 сентября 1961) — советский футболист, российский футбольный тренер. Известен по работе с женским клубом «Рязань-ВДВ».

## Биография
Родился 14 сентября 1961 года. С детства занимался футболом. Выступал на позиции полузащитника. Играл за «Спартак» (Рязань) и «Искру» (Смоленск). По окончании карьеры игрока тренировал ряд рязанских команд, с которыми выиграл городские и областные соревнования. Чемпион России среди ветеранов в составе ФК «Трансэнерго».
В 2007 году исполнял обязанности главного тренера рязанского «Спартака-МЖК», на тот момент клуба первого российского дивизиона.
В 2007—2014 и 2016—2019 годах — наставник женского футбольного клуба «Рязань-ВДВ». Приводил команду к победам в чемпионате России (2013, 2018) и Кубке России (2014).
Возглавляет Союз ветеранов футбола Рязанской области.